# مرزبان بن محمد
مرزبان بن محمد یا سالار مرزبان  (متوفی ۳۴۶ ه.ق) دومین حاکم سلاری بود. وی که از سال ۳۳۰ تا ۳۴۶ حکومت می‌کرد، از بزرگترین حاکمان زمان خود بود.
مرزبان، بهمراه دو برادرش وهسودان و صعلوک، سه پسر محمد بن مسافر بودند. از کودکی و زمان تولد آنها اطلاعی در دست نیست. محمد بن مسافر با فرزندان خود سوءرفتار داشت و در سال ۳۳۰ قصد کرد پسرش وهسودان را مخفیانه دستگیر کند، ولی وهسودان و مرزبان از قصد پدر مطلع شدند و سپس در توطئه‌ای، هنگامی که پدرشان محمد قلعهٔ شمیران را ترک کرده‌بود، به کمک مادرشان آن قلعه را اشغال کردند و قدرت را از او ستاندند. او پس رسیدن به حکومت، به‌سمت شمال غرب ایران لشکرکشیده و آذربایجان و آران و بخش‌هایی از ارمینیه و شروانشاهان را تحت فرمان خود درآورد و سلاریان را به اوج قدرت رسانید. از مرزبان نسبت به سایر حکّام سلاری اطلاعات بیشتری در دست است. کسروی صفات هوشیاری، خردمندی، شجاعت، و مردانگی را به او نسبت می‌دهد.
پس از مرگ او به‌دلیل دشمنی و تیرگی روابط فرزندان او با برادرش وهسودان، و دلایل دیگر، آنان چندان شکوهی نداشتند و در مدت کوتاهی از بین رفتند.
او با حمله به آذربایجان دیسیم حاکم آنجا را شکست داد و بر آنجا مسلط شد. وی و برادرش وهسودان با تأیید ضمنی مادرشان، پدر خود را که فرمانروای محلی طارم بود و تابعان خود را به ستوه آورده بود، خلع کردند و به زندان انداختند. در حالی که وهسودان بر شمیران حکمرانی می‌کرد، مرزبان به آذربایجان حمله کرد. نیروهای دیلمی دیسیم، که از بازماندگان لشکر وشمگیر بودند، از وی روی برگرداندند و به مرزبان پیوستند. بدین ترتیب مرزبان توانست تبریز و اردبیل را فتح کند.

## توطئه مرزبان و وهسودان علیه پدرشان
در سال ۳۳۰ ه‍.ق پسران محمد بن مسافر، مرزبان و وهسودان، با حمایت مادرشان خراسویه، علیه او توطئه، و از حکومت ساقطش کردند.
ابن مسکویه علت این توطئه بدرفتاری و سخت‌گیری‌های دائمی محمد و ترس پسرانش از او عنوان کرده‌است؛ چراکه محمد فرمانروایی عاقل، هوشیار و علاقمند به‌آبادی و سازندگی، ولی در عین‌حال، بی‌رحم و بداخلاق بوده‌است.
محمد بدسرشت و درشت‌خوی بود و با خاندان خود سخت‌گیری و رفتار ناهنجار داشت. وهسودان پسرش از او ترسناک شده پیش برادرش مرزبان که در یکی از دزهای تارم بود پناه برد. محمد دانست چون دو برادر با هم باشند برایشان دست نخواهد داشت و خواست میانشان جدایی بیندازد نامه‌ای به مرزبان نوشت و او را به نزد خود فراخواند. وهسودان به مرزبان گفت من از تنهایی خود در این دز ترسناکم چه پدرمان در خیال گرفتن من است. مرزبان برادر را نیز همراه برداشت و چون در اثنای راه بودند به پیکی از محمد برخوردند که پنهان پیش مردم آن دز فرستاده و پیغام داده بود وهسودان چون تنها بماند دستگیر کنند و نگهدارند و دز را نیز به مرزبان بار ندهند. مرزبان و وهسودان از این پیک و پیغام در شگفت شده نیت محمد را دربارهٔ خود دانستند و چون به شمیران رسیدند محمد به دز دیگری بیرون رفته بود. مرزبان و وهسودان داستان پیک و پیغام را با مادر خود خراسویه گفتگو کردند و به همدستی او دز را با همه گنجینه و اندوخته محمد تصرف نمودند. محمد چون این خبر بشنید در کار خود حیران ماند و در آن دز که بود تهیدست و تنها بنشست …— ابن مسکویه
پس دستگیری محمد بن مسافر حکومت در طارم، در دست وهسودان بن محمد قرار گرفت؛ وی محمد را در قلعه‌ای محبوس کرد. در همان سال (۳۳۰ ه‍.ق) مرزبان با حمله به آذربایجان، قلمرو سلّاریان را گسترش داد.
به روایت مسعر بن مهلهل، سیاح معروف عرب، محمد هرکجا آثار هنری زیبا می‌دید، هنروران آن آثار با پول زیاد به قلعه شمیران می‌آورد ولی زمانی‌که آنها وارد قلعه می‌شدند، دیگر هرگز اجازه خروج از قلعه را به آنها نمی‌داد. او حتی فرزندان رعایا را از خانواده‌هایشان جدا می‌کرد و به صنعتگران و هنروران می‌سپرد تا کار یاد بگیرند. پس از سقوط محمد، پسرانش مرزبان و وهسودان، این افراد که تعدادشان حدود پنج هزار نفر بوده را از قلعه آزاد کردند و آزادشدگان برای آن دو بسیار دعا کردند.

## فتح آذربایجان

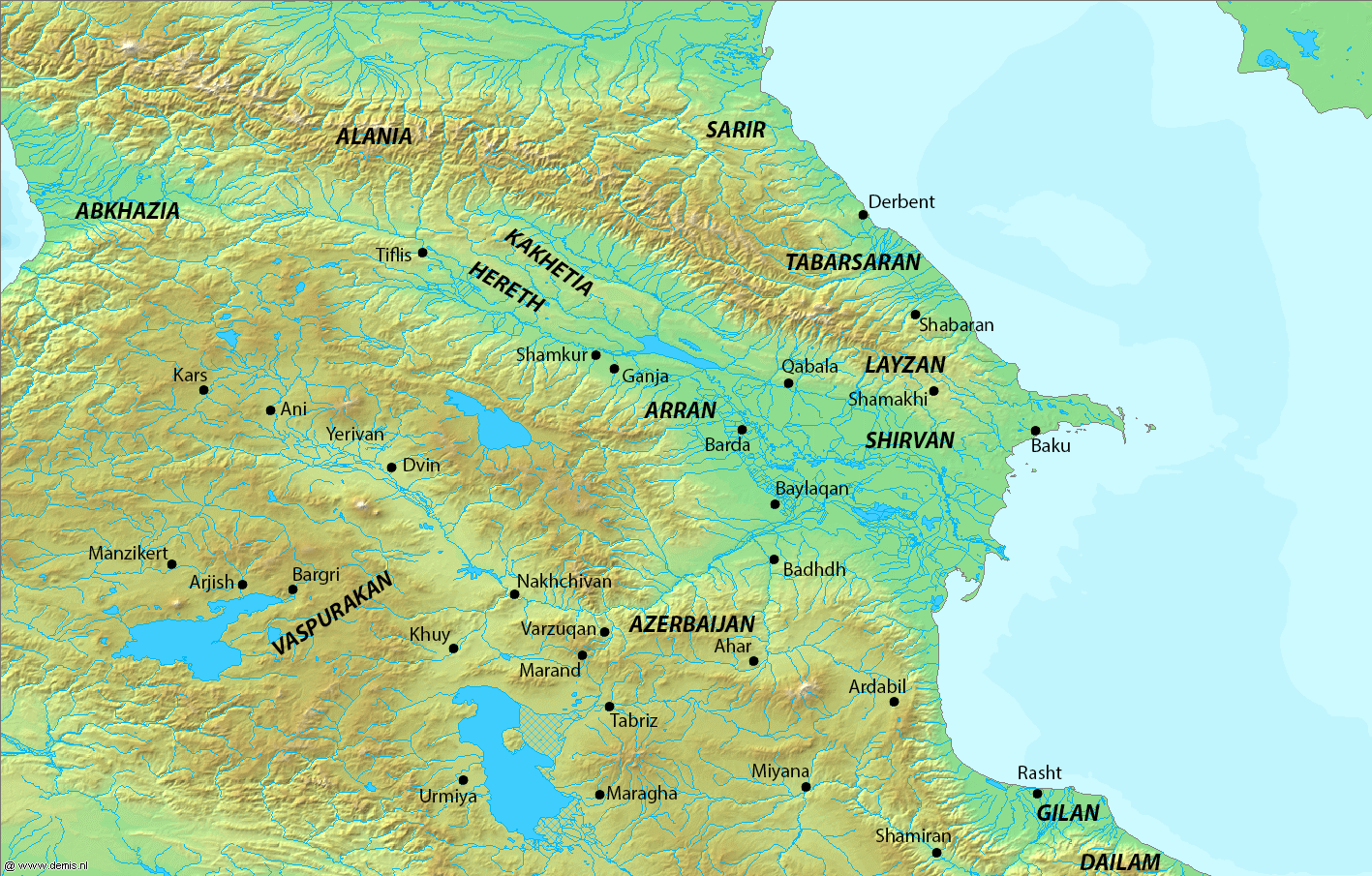
نقشه شهرهای مهم قفقاز و رودخانه‌هایش در میان‌دوره ایرانی

پس از قتل یوسف بن ابی‌الساج، حاکم ساجیان، در سال ۳۱۵، حکومت او در آذربایجان تا سال ۳۲۳ بین نزدیکانش دست‌به‌دست شد. پس از قتل آخرین آنها، آذربایجان صحنه نبرد میان کردها، دیلمی‌ها، و حمدانیان شد و ازطرفی هیچ حاکم رسمی ازسوی خلافت برای آذربایجان تعیین نشده‌بود. دیسم الکردی با استفاده از همین خلأ قدرت حاکم آذربایجان شد.
دیسم از خوارج بود ولی وزیری اسماعیلی داشت و دیلمیانی که از زمان وشمگیر در سپاه او بودند به‌سبب مذهب خارجی دیسم از او تنفر داشتند. وزیر دیسم از آذربایجان فرار کرده و به مرزبان پیوست و او را به فتح آذربایجان ترغیب کرد. پس از آن دیلمیان سپاه دیسم نیز به مرزبان ملحق شدند و بدین‌صورت، شکست دیسم قطعی شد. بدین‌ترتیب، مرزبان با استفاده از شکاف‌های قومی و مذهبی میان سپاه دیسم، حمایت‌های برادرش صعلوک (که از سال ۳۲۶ از سرکردگان سپاه دیسم بود) و برخی عوامل دیگر، آذربایجان را فتح کرد.
مرزبان، دوین، اردبیل و تبریز را تصرف کرد و سپس قدرت خود را به بردعه، دربند و همچنین مناطق شمال غربی آذربایجان تسری داد و شروانشاهان نیز تحت فرمان او درآمدند. او پس از فتح آذربایجان، در همان سال ۳۳۰ که دیسم را شکست داده‌بود، سلسلهٔ ساجیان را نیز منقرض کرد.
بدین‌ترتیب، حکومت سلاریان که در طارم تأسیس شده‌بود، ضمن مناطق فتح‌شده توسط مرزبان، زنجان، ابهر، سهرورد و بیشتر مناطق دیلمستان نیز در تصرف آنها بود.

قلمرو حکومت‌های مختلف در خاورمیانه در سال ۳۳۰ هجری. با فتح مناطق وسیعی از قفقاز، مرزبان قلمرو حکومت پدرش که فقط به دیلمستان و طارم محدود بود را گسترش داد.

## تهاجم روس‌ها

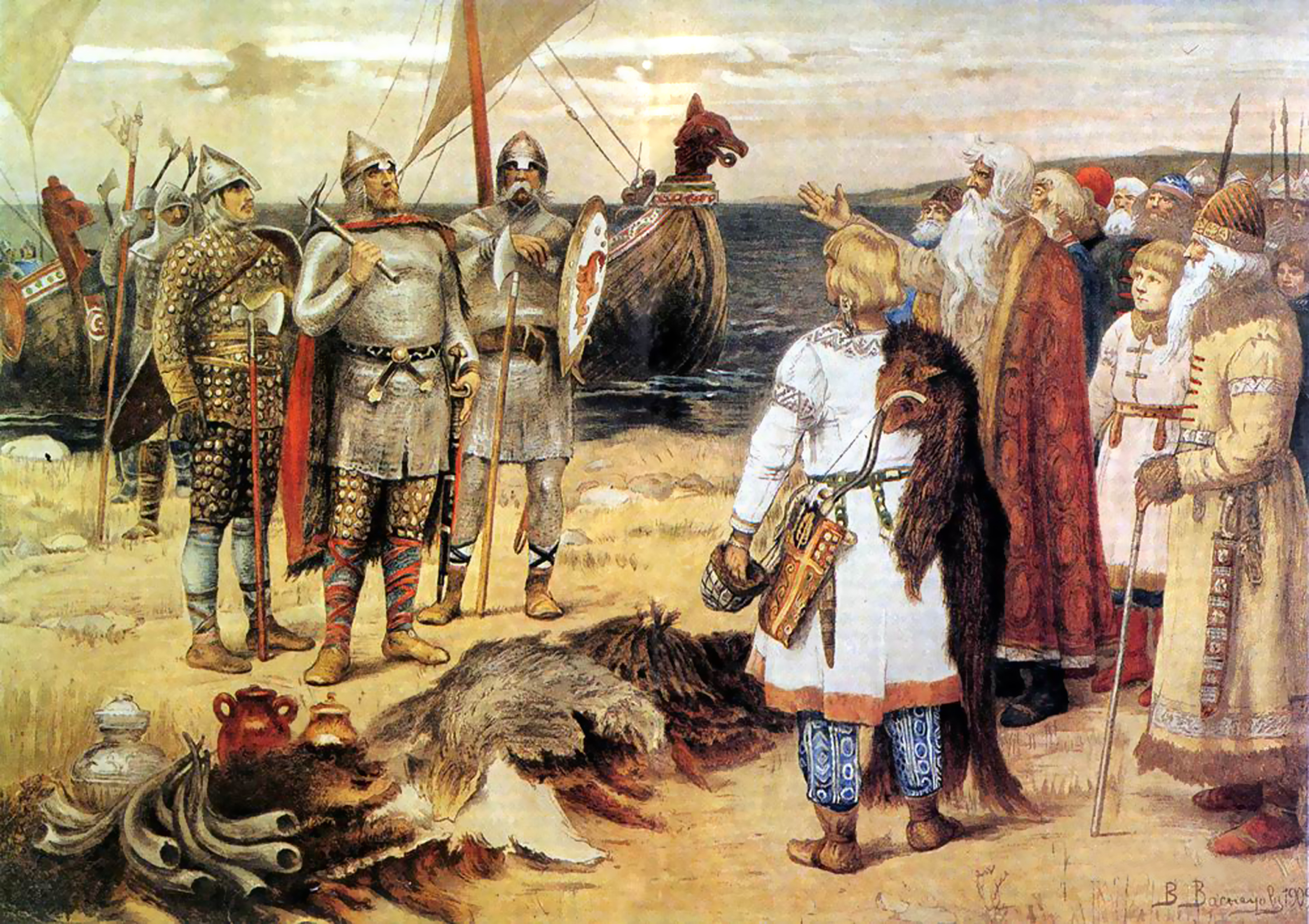
نوعی خاص از وایکینگها را رومی‌ها به نام «روس» می‌نامیدند. این مردمان توسط مسلمانان «وارنگیان» خوانده می‌شدند. نام وارنگیان اشاره به مردمان اسکاندیناوی داشت، به‌شکلی که به دریای بالتیک «دریای ورنگیان» گفته می‌شد.

در سال ۳۳۲، روس‌ها چهارمین حملهٔ خود به سرزمین‌های اسلامی را آغاز کردند. روس‌ها دراین‌زمان ملت بزرگ و مشهوری نبوده‌اند و در سرزمین‌های بالتیک، صدها فرسنگ دور از آران زندگی می‌کردند. زمانی‌که کشتی‌های آنها به ساحل رود کر نزدیک شد، حاکم بردعه به‌همراه ۵۰۰ دیلمی، ۵۰۰ کرد و صعلوک و ۳۰۰۰ نیروی داوطلب به جنگ آنها رفت؛ ولی مسلمانان در کمتر از یک ساعت شکست خورده و بازماندگان به شهر گریختند. حقیقت این بود که مسلمانان روس‌ها را دست کم گرفته‌بودند و آنها را مشابه ارمنیان یا رومیان تصور می‌کردند درحالی‌که چنین نبود. ابن مسکویه نوشته‌است ملتی خشن و قدرتمند هستند که شکست را نمی‌شناسند و هر فرد از آنها در جنگ یا می‌کشد یا کشته می‌شود. روس‌ها با تعقیب فراریان به بردعه وارد شدند و آن شهر را تصرف کردند. به‌گفته ابن مسکویه به‌نقل از یکی از شاهدان عینی، روس‌ها به مردم گفته‌بودند که با آنها مشکل مذهبی ندارند و درصورت اطاعت مردم، با آنها خوش‌رفتاری خواهند بود. پس از تثبیت قدرت آنان در بردعه، مسلمانان برای بازپس‌گیری شهر حمله می‌کردند و روس‌ها نیز آنها را شکست می‌دادند؛ دراین‌میان مردم بردعه هم با دیدن حملهٔ مسلمانان، تکبیر می‌گفتند و با پرتاب سنگ به‌سوی روس‌ها آنها را آزار می‌دادند. روس‌ها خواستار توقف این اقدام و عدم دخالت مردم در جنگ بودند ، ولی اکثریت مردم بردعه به حرف روس‌ها اهمیتی نمی‌دادند. سرانجام روس‌ها از مردم خواستند درطی سه روز بردعه را ترک کنند. کسانی‌که مرکب داشتند از بردعه گریختند، ولی اکثریت مردم در شهر باقی ماندند. در روز چهارم، روس‌ها دست به قتل‌عام گسترده‌ای زدند و بسیاری را کشتند؛ و به زنان و کودکان نیز رحمی نمی‌کردند. روسان قریب به ۱۰ هزار نفر از زنان و غلامان را به دژ داخل شهر بردند و بقیه را به مسجد جامع برده، و خواستند هرکس جان خود را با پول بخرد و هرکس از دادن پول امتناع می‌کرد را می‌کشتند.  روسان طوری محارم زنان مسلمان را هتک حرمت کردند که هیچ مشرکی تا آن زمان نکرده‌بود.
اخبار این جنایت باعث تأثر همگانی در جهان اسلام شد؛ لذا سالار مرزبان، فرمانده بسیج همگانی صادر کرد و سپاهی ۳۰ هزار نفره از مجاهدان و جنگجویان داوطلب تشکیل داد و راهی بردعه شد. سپاه مرزبان چندین‌بار با روس‌ها حمله کردند اما این سپاه بزرگ هم برای موفقیت چندانی کسب نکرد و هربار حمله می‌کرد شکست می‌خورد و بدین‌ترتیب جنگ مدت زیادی ادامه یافت. روس‌ها که در خوردن میوه زیاده‌روی کرده‌بودند، دچار وبا شدند و این مسئله تعداد آنها را کاهش داد درادامه مرزبان تلاش کرد روسان را فریب دهد، او به‌ظاهر عقب‌نشینی کرد و عده‌ای از نیروهایش را همان‌جا کمین کردند تا زمانی‌که روس‌ها به تعقیب مرزبان پرداختند سپاه کمین کرده یورش برده و مرزبان هم پس از مدتی برگردد و روس‌ها را شکست دهند؛ ولی روس‌ها در تله نیافتادند و مرزبان فرار کرد؛ ولی با سپاهی از دیلمیان بازگشت و این‌بار روس‌ها تلفات زیادی دادند و باقیمانده سپاه روس به دژ بردعه عقب‌نشینی کردند و دژ نیز توسط مرزبان محاصره شد. روسان میزان زیادی آذوقه در قلعه ذخیره کرده‌بودند و مشکلی برای محاصرهٔ طولانی‌مدت نداشتند. دراین‌هنگام به مرزبان خبر رسید که حمدانیان به آذربایجان حمله، و سلماس را تصرف کرده‌است. مرزبان اندکی از نیروهایش را باقی گذاشت و برای رفع خطر حمدانیان راه آران را درپیش گرفت. در جنگ کوتاه زمستانی که رخ داد، برف شدیدی شروع به باریدن کرد و باعث فرار سربازان عرب ابن‌حمدان شد. ازطرفی ابن‌حمدان نامه‌ای از پسرعمویش دریافت کرد که از او خواسته بود به‌دلیل رخ دادن درگیری‌های جدیدی از آذربایجان عقب‌نشینی کرده و به موصل برگردد.
آن قسمت از قوای مرزبان که مأمور مبارزه با روس‌ها بودند به محاصره و جنگ ادامه دادند و همزمان، وبا درمیان روس‌ها شدت یافت. وقتی تعداد روسان به‌طرز قابل ملاحظه‌ای کاهش یافت، سرانجام شبانه از قلعه بیرون آمده و به‌سوی رود کر که کشتی‌ها و کشتی‌بانانشان در آنجا قرار داشتند حرکت کردند.

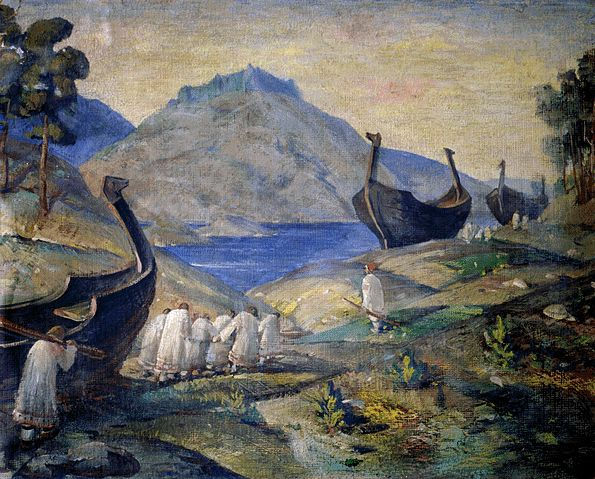
وارنگی‌های روس و درازکشتی‌هایشان اثری از نیکلاس رریخ (۱۹۱۵)

حملات روس‌ها گرچه در نوشته‌های مورخین و جغرافی‌دانان بازتاب گسترده‌ای نداشت؛ ولی درمیان شاعران آرانی، داشت. برای‌مثال نظامی گنجوی اشعاری درهمین‌باره سروده‌است:
| که فریاد شاها ز بیداد روس     |  | که از مهد ابخاز بستد عروس   |
| ستیزنده روسی ز آلان و ارگ     |  | شبیخون درآورد همچون تگرگ    |
| به تاراج بُرد آن بر و بوم را   |  | که ره بسته باد آن پی شوم را |
| جز از کشتگان که نتوان شمرد    |  | خرابی بسی کرد وبسیار بُرد    |
| همان ملک بردع برانداختند      |  | یکی شهر پرگنج پرداختند      |
| ز چندان عروسان که دیدی بپای   |  | نماند یکی نازنین را به‌جای   |
| همه شهر و کشور را به‌هم برزدند |  | ده و دوده را آتش اندر زدند  |

حضور روس‌ها در بردعه بیش از یک سال طول نکشید. کالان کاتواتسی، نیز مدت حضور آنها را ۶ ماه نگاشته؛ فلذا به‌نظر می‌رسد روس‌ها در اواخر بهار یا اوائل تابستان آمدند و در زمستان از منطقه خارج شدند. حملهٔ روس‌ها وضعیت اقتصادی منطقه را تحت تأثیر قرار داد. بردعه موقعیت و ماهیت خود را به عنوان یک شهر بزرگ از دست داد و این موقعیت، به گنجه رسید. بردعه شهر بزرگ و آبادی بود و ازلحاظ عظمت مشابه بغداد و اصفهان بود؛ اما در این جنگ، تخریب شد و جمعیت آن به یک دهم کاهش یافت.

## حمله به ری

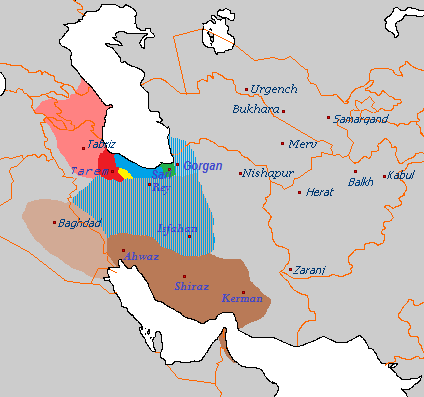
نفوذ محمد بن مسافر (پدر مرزبان) به منطقهٔ قرمز پررنگ محدود بود. مرزبان پس از رسیدن به قدرت، مناطق قرمز کم‌رنگ را فتح کرد.

در سال ۳۳۵، رکن‌الدوله دیلمی ری را تصرف کرده و بدین‌ترتیب قلمرو آل‌بویه را تا آن ناحیه رساند.
در سال ۳۳۶ مرزبان پیغامی را برای معزالدوله در بغداد فرستاد که محتوای آن روشن نیست؛ اما به‌نظر می‌رسد مرزبان قصد داشته با کمک آل‌بویه، حمدانیان را از سر راه بردارد. اما محتوای نامه هرچه که بود، معزالدوله را به‌شدت خشمگین کرد به‌طوری‌که به فرستاده مرزبان توهین کرد و دستور داد ریشش را بتراشند. مرزبان بن محمد مرزبان نیز پس از دانستن این ماجرا تصمیم گرفت برای انتقام‌گیری، به ری حمله کند. البته انتخاب ری به‌معنای فراموش کردن بغداد نبود؛ زیرا مرزبان قصد داشت پس از فتح ری به بغداد نیز هجوم ببرد و علت انتخاب ری، نزدیکتر بودن و سهولت دسترسی و حضور برادرش وهسودان برای کمک بود. ازطرفی پناهنده شدن یکی از فرماندهان رکن‌الدوله به مرزبان و رسیدن نامه‌های حمایت‌آمیز ازسوی ری به مرزبان او را برای حمله به ری مصمم‌تر می‌کرد. از علل دیگری که مرزبان را به حمله به ری واداشت، می‌توان آگاهی وی از کشمکش میان نوح بن نصر سامانی و رکن‌الدوله، غنیمت گرفتن میزان زیادی از اموال و اسلحه‌های روس‌ها، و مهم‌تر از این‌ها، فتح بغداد توسط معزالدوله بود، زیرا مرزبان خود را از فرزندان بویهٔ ماهیگیر کمتر نمی‌دید.
مرزبان پیش از حمله با پدر و برادرش مشورت کرد، محمد او را از این کار منع کرد، ولی مرزبان اهمیتی نداد.
مرزبان پیش از حمله، برادرش وهسودان را بر آذربایجان گماشت و سپس راهی ری شد. رکن‌الدوله به‌محض اطلاع یافتن از این خبر، از برادرانش و ماکان کاکی و حسن فیروزان درخواست کمک کرد و آن قسمت از نیروهایش که در دامغان بودند را نیز فراخواند، زیرا می‌دانست به‌تنهایی قادر به دفع سپاه بزرگ مرزبان نیست. او باوجوداین که از مکاتبه سردارانش با مرزبان خبر داشت، با آنها برخورد نکرد و آنها نیز فریب خوردند و فکر کردند که رکن‌الدوله دیلمی|رکن‌الدوله و مرزبان با هم در شرایط صلح هستند؛ لذا اقدامی علیه رکن‌الدوله انجام ندادند. رکن‌الدوله درخواست از مرزبان درخواست صلح کرد و به او پیشنهاد کرد درصورت بازگشت به آذربایجان، ابهر و قزوین و زنجان را به او بدهد. مرزبان نیز فریب خورد و وارد مذاکره شد؛ اما در حینی که نمایندگان طرفین درحال مذاکره بودند، نیروهای کمکی رکن‌الدوله به یاری او آمدند. رکن‌الدوله بلافاصله خائنین را دستگیر و به سمت مرزبان در قزوین هجوم برد. مرزبان نیز که نمی‌توانست عقب‌نشینی کند به ناچار درگیر شد. در نبرد عده‌ای زیادی ازجمله پدرزن مرزبان کشته‌شدند و عده‌ای گریختند ولی مرزبان به مقاومت ادامه داد تااین که دستگیر، و در سمیرم زندانی شد. این واقعه به سال ۳۳۸ بوده‌است.
پس از اسیر شدن مرزبان، بین فرزندان وی، وهسودان، آل‌بویه و دیسم بر سر کنترل آذربایجان درگیر شدند.
آن عده از سپاهیان فراری مرزبان به فرماندهی جستان بن شرمزن و برخی دیگر محمد بن مسافر را از طارم به اردبیل برده و او را حاکم خود کردند. وهسودان نیز از ترس پدرش (محمد)، آذربایجان را رها کرد و به طارم بازگشت. اما محمد با سپاهیان آذربایجان نیز بدرفتاری می‌کرد و درنتیجه سپاهیانش مجدداً او را از حکومت ساقط کردند و حتی قصد کشتنش را داشتند لذا محمد به طارم گریخت. وهسودان نیز محمد را زندانی کرد. سرانجام مرزبان در سال ۳۴۱
پس از خروج محمد از آذربایجان سپاهیان محلی یکی از سرداران مرزبان را به حاکمیت برگزیدند. رکن‌الدوله پس از آگاهی یافتن از آشفتگی آذربایجان در سال ۳۳۷، سپاهی را برای فتح آذربایجان فرستاد. این مسئله باعث هراس وهسودان شد زیرا بیم آن می‌رفت که آذربایجان سقوط کند. وهسودان که توانایی مقابله با بوییان را نداشت، دیسم الکردی را که از سال ۳۳۱ در طارم زندانی بود از زندان آزاد کرد بلکه بتواند از نفوذ او میان ایلات کرد علیه آل‌بویه استفاده کند. سرانجام سپاه بوئیان بدون هیچ موفقیتی به ری بازگشت. درفاصله سال‌های ۳۳۸ تا ۳۴۲ رکن‌الدوله با سامانیان درگیر بود و توانایی ادارهٔ آذربایجان را نداشت و وهسودان نیز احتمالاً از ترس حمله رکن‌الدوله در طارم مانده‌بود. فلذا دیسم آزادانه در آذربایجان حکومت می‌نمود و حتی خود را جزئی از دستگاه سلاریان و نمایندهٔ وهسودان در آذربایجان نمی‌دانست.
در اوایل سال ۳۴۲، مرزبان درپی نقشه‌ای که مادرش خراسویه کشیده‌بود، موفق شد از زندان فرار کند و حاکم قلعه را به قتل برساند. همزمان با این اتفاق، یکی از فرماندهان مرزبان موسوم به علی بن میشکی که نزد رکن‌الدوله زندانی بود، از زندان فرار کرد و به کوه‌ها رفت. وی با دیلمیان سپاه دیسم مکاتبه کرد و از آنها خواست تا به او ملحق شوند. وی با وهسودان نیز متحد شد و همزمان نامه‌ای از مرزبان به آنان رسید که آزاد شده‌است و خواسته‌بود مقدمات ورودش به آذربایجان فراهم شود. دیسم برای سرکوب شورش دیلمیان به زنجان رفت ولی به‌دلیل خیانت وزیرش ناچار به بازگشت به اردبیل شد اما در آن شهر هم دیلمیان شورش کردند و دیسم به بردعه فرار کرد. او درادامه تلاش کرد با کمک ارمنیان، با علی بن میشکی مقابله کند ولی مجدداً شکست خورد و به ارمنستان پناه برد. علی بن میشکی به تلاش برای دستگیری دیسم ادامه داد و دیسم پس از آگاهی از این خبر، به بغداد نزد معزالدوله فرار کرد و معزالدوله نیز به او را با احترام بسیار پناه داد. پس از این، شورشی در دربند علیه مرزبان به وقع پیوست و مرزبان شخصاً برای سرکوب شورش راهی آنجا شد؛ اما در این میان دیسم با تحریک سران برخی قبایل کرد به آذربایجان بازگشت. به‌دلیل صلح میان مرزبان و آل بویه، معزالدوله سپاهی در اختیار دیسم نگذاشت ولی حمدانیان با این شرط که خطبه به نام آنها کند، سپاهی در اختیارش گذاشتند و بدین‌ترتیب دیسم برای سومین بار حاکم آذربایجان شد؛ ولی حکومت او عمر طولانی نداشت و مرزبان پس از مدتی از دربند بازگشت و در جنگی که در اواخر ۴۰۴ یا اوائل ۴۰۵ رخ داد، دیسم مجدداً شکست خورد و باز هم به ارمنستان گریخت؛ ولی مرزبان ارمنیان را تهدید کرد و آنها دیسم را تحویل دادند. مرزبان دیسم را به قتل رساند یا او را کور و به‌همراه خانواده زندانی کرد. او با رکن‌الدوله صلح کرد و دخترش را به عقد او درآورد. او مجموعاً ۱۶ سال حکومت کرد.

## مرگ و میراث
مرزبان تا زمان بیماری و مرگ در سال ۳۴۶ هجری، حکومت کرد.
ولی مرزبان فقط حاکم آذربایجان نبود؛ او حاکم کل سلاریان بود و برادرش وهسودان جانشین و نایب او بود. او در سکه‌هایش نام خلیفةالمطيع را آورده‌است که نشان‌دهندهٔ اطاعت وی از خلیفه عباسی است. اوج قدرت سلاریان نیز در دورهٔ مرزبان بوده‌است. پس از مرگ او حکومت سلاریان بر آذربایجان چندان دوام نیاورد و مجموع مدتی که سلاریان بر آران و آذربایجان حکومت کردند، تنها حدود ۴۰ سال بود.

### بحران جانشینی مرزبان
پس از فتح آذربایجان توسط مرزبان، حکومت سلاریان به دو شاخه تقسیم شد.

## فهرست منابع
- شمس، اسماعیل (۱۳۹۳).  سجادی، صادق، ویراستار. تاریخ جامع ایران. ج. هفتم. مرکز دائرةالمعارف بزرگ اسلامی.
- احمد کسروی (۱۳۰۷). شهریاران گمنام. تهران: نشر دنیای کتاب.
- شاهمرادی، سید مسعود (۱۶ فروردین ۱۳۹۵). «آل مسافر و تشیع در دیلم و آذربایجان در قرن چهارم هجری».

- Madelung, W. (1975). "The Minor Dynasties of Northern Iran".  In Frye, R.N. (ed.). The Cambridge History of Iran, Volume 4: From the Arab Invasion to the Saljuqs. Cambridge: Cambridge University Press. pp. 198–249. ISBN 978-0-521-20093-6.

| پیشین: دیسم بن ابراهیم کرد | حاکم آذربایجان ۹۴۱/۲–۹۵۷ | پسین: جستان بن مرزبان |